# Вулиця Олега Рябова
Ву́лиця Оле́га Ря́бова — вулиця в Голосіївському районі міста Києва, місцевість Віта-Литовська. Пролягає від безіменного проїзду (до Любомирської вулиці) до вулиці Костянтина Хохлова.

## Історія
Вулиця виникла на початку 2010-х років під проектною назвою Лінія 2. Сучасна назва на честь українського диригента Олега Рябова — з 2011 року.